# プログレス (アルバム)
『プログレス』（Progress）は、テイク・ザットの6枚目のアルバムである。1995年に脱退したロビー・ウィリアムズが復帰した最初のアルバムである。エレクトロニック・ミュージックの影響とシンセサイザーが多用されたアルバムは多くの批評家から高い評価を得た。
イギリスでは発売週のアルバムチャートの1位になり、今世紀で最も早く売れたアルバム、かつイギリス史上2番目に早く売れたアルバムになった。また100万枚を24日間で売り上げ、年間アルバム売り上げのトップに立った。更にヨーロッパの12カ国でアルバムチャート1位を飾り、200万枚以上をヨーロッパ内のみで売り上げるなど大ヒットを記録した。
2011年6月には『プログレス』に8曲の新曲を加えたEP『プログレスド』が発売された。

## 解説

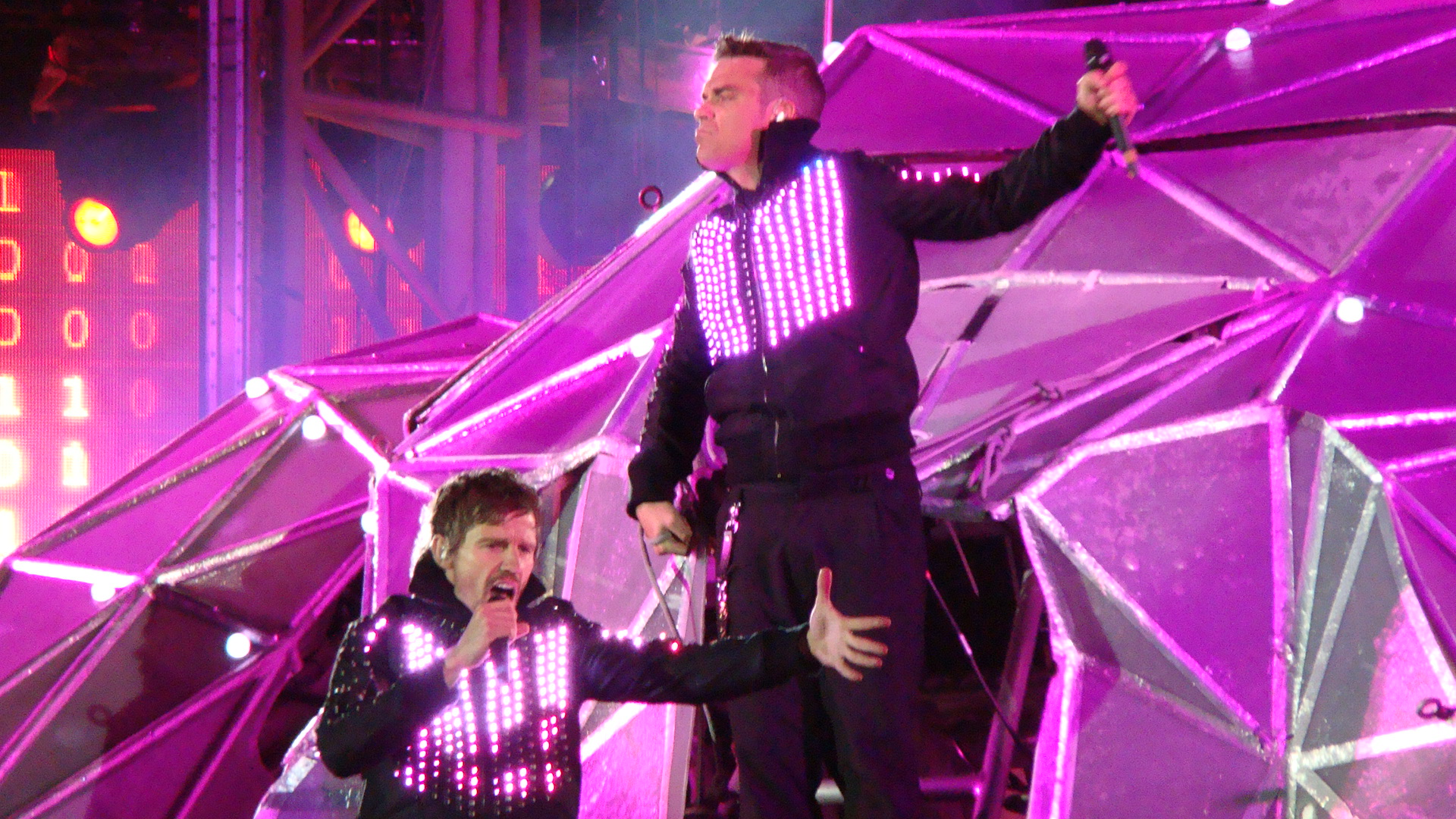
"Progress Live 2011"より

2010年7月15日にロビー・ウィリアムズが正式にテイク・ザットに復帰することが発表される。その中ではテイク・ザットとロビーによる共同声名で「ロビーが帰ってくるという噂は本当だ。そして喜ばしいことに、私たちは年末発売予定のニューアルバムを収録中だ」とも述べられていた。
アルバムのジャケットはバラク・オバマのポートレートを撮ったことで有名なイスラエルのカメラマンナダフ・カンダーによるもので、猿から人間への進化を彷彿とさせるものになっている。
本来の発売日は2010年11月22日だったが、アルバムの予約が殺到したことと11月7日に発売されたリードシングル「ザ・フラッド」のエアプレイが非常に好調であったため11月15日に前倒しされた。
再結成後の前2作と比べ、エレクトロ色が一気に強くなった作風。

## 収録曲目
| 全作詞・作曲: ゲイリー・バーロウ、ハワード・ドナルド、ジェイソン・オレンジ、マーク・オーエン、ロビー・ウィリアムズ。 |                                                                                  | | |                                                              |      |
| # | タイトル                                                                         | 作詞 | 作曲・編曲                                                                                                   | リード・ボーカル                                             | 時間 |
| 1. | 「ザ・フラッド（The Flood）」                                                    | ゲイリー・バーロウ 、 ハワード・ドナルド 、 ジェイソン・オレンジ 、 マーク・オーエン 、 ロビー・ウィリアムズ | ゲイリー・バーロウ 、 ハワード・ドナルド 、 ジェイソン・オレンジ 、 マーク・オーエン 、 ロビー・ウィリアムズ | ロビー・ウィリアムズ、ゲイリー・バーロウ                     | 4:49 |
| 2. | 「SOS」                                                                          | ゲイリー・バーロウ 、 ハワード・ドナルド 、 ジェイソン・オレンジ 、 マーク・オーエン 、 ロビー・ウィリアムズ | ゲイリー・バーロウ 、 ハワード・ドナルド 、 ジェイソン・オレンジ 、 マーク・オーエン 、 ロビー・ウィリアムズ | マーク・オーエン、ロビー・ウィリアムズ                       | 3:44 |
| 3. | 「ウェイト（Wait）」                                                             | ゲイリー・バーロウ 、 ハワード・ドナルド 、 ジェイソン・オレンジ 、 マーク・オーエン 、 ロビー・ウィリアムズ | ゲイリー・バーロウ 、 ハワード・ドナルド 、 ジェイソン・オレンジ 、 マーク・オーエン 、 ロビー・ウィリアムズ | ロビー・ウィリアムズ、ゲイリー・バーロウ、ハワード・ドナルド | 4:15 |
| 4. | 「キッズ（Kidz）」                                                               | ゲイリー・バーロウ 、 ハワード・ドナルド 、 ジェイソン・オレンジ 、 マーク・オーエン 、 ロビー・ウィリアムズ | ゲイリー・バーロウ 、 ハワード・ドナルド 、 ジェイソン・オレンジ 、 マーク・オーエン 、 ロビー・ウィリアムズ | マーク・オーエン、ゲイリー・バーロウ                         | 4:42 |
| 5. | 「プリティ・シングス（Pretty Things）」                                          | ゲイリー・バーロウ 、 ハワード・ドナルド 、 ジェイソン・オレンジ 、 マーク・オーエン 、 ロビー・ウィリアムズ | ゲイリー・バーロウ 、 ハワード・ドナルド 、 ジェイソン・オレンジ 、 マーク・オーエン 、 ロビー・ウィリアムズ | ロビー・ウィリアムズ、ゲイリー・バーロウ                     | 4:03 |
| 6. | 「ハッピー・ナウ（Happy Now）」                                                  | ゲイリー・バーロウ 、 ハワード・ドナルド 、 ジェイソン・オレンジ 、 マーク・オーエン 、 ロビー・ウィリアムズ | ゲイリー・バーロウ 、 ハワード・ドナルド 、 ジェイソン・オレンジ 、 マーク・オーエン 、 ロビー・ウィリアムズ | ゲイリー・バーロウ、ロビー・ウィリアムズ                     | 4:03 |
| 7. | 「アンダーグラウンド・マシーン（Underground Machine）」                          | ゲイリー・バーロウ 、 ハワード・ドナルド 、 ジェイソン・オレンジ 、 マーク・オーエン 、 ロビー・ウィリアムズ | ゲイリー・バーロウ 、 ハワード・ドナルド 、 ジェイソン・オレンジ 、 マーク・オーエン 、 ロビー・ウィリアムズ | ロビー・ウィリアムズ                                         | 4:15 |
| 8. | 「ホワット・ドゥ・ユー・ウォント・フロム・ミー？ （What Do You Want from Me?）」 | ゲイリー・バーロウ 、 ハワード・ドナルド 、 ジェイソン・オレンジ 、 マーク・オーエン 、 ロビー・ウィリアムズ | ゲイリー・バーロウ 、 ハワード・ドナルド 、 ジェイソン・オレンジ 、 マーク・オーエン 、 ロビー・ウィリアムズ | マーク・オーエン                                             | 4:37 |
| 9. | 「アファメーション（Affirmation）」                                              | ゲイリー・バーロウ 、 ハワード・ドナルド 、 ジェイソン・オレンジ 、 マーク・オーエン 、 ロビー・ウィリアムズ | ゲイリー・バーロウ 、 ハワード・ドナルド 、 ジェイソン・オレンジ 、 マーク・オーエン 、 ロビー・ウィリアムズ | ハワード・ドナルド                                           | 3:54 |
| 10. | 「エイト・レターズ（Eight Letters）」                                            | ゲイリー・バーロウ 、 ハワード・ドナルド 、 ジェイソン・オレンジ 、 マーク・オーエン 、 ロビー・ウィリアムズ | ゲイリー・バーロウ 、 ハワード・ドナルド 、 ジェイソン・オレンジ 、 マーク・オーエン 、 ロビー・ウィリアムズ | ゲイリー・バーロウ                                           | 4:41 |
| 11. | 「フラワーベッド（Flowerbed）」(隠しトラック)                                    | ゲイリー・バーロウ 、 ハワード・ドナルド 、 ジェイソン・オレンジ 、 マーク・オーエン 、 ロビー・ウィリアムズ | ゲイリー・バーロウ 、 ハワード・ドナルド 、 ジェイソン・オレンジ 、 マーク・オーエン 、 ロビー・ウィリアムズ | ジェイソン・オレンジ                                         | 3:48 |

| #   | タイトル                                                     | 作詞 | 作曲・編曲 | 時間 |
| --- | ------------------------------------------------------------ | ---- | ---------- | ---- |
| 12. | 「プログレス・イン・アクション（Progress in Action）」(映像) |      |            | 5:00 |

| #  | タイトル                                                         | 作詞 | 作曲・編曲 | リード・ボーカル                         | 時間 |
| -- | ---------------------------------------------------------------- | ---- | ---------- | ---------------------------------------- | ---- |
| 1. | 「ウェン・ウィー・ワー・ヤング（When We Were Young）」           |      |            | ロビー・ウィリアムズ、ゲイリー・バーロウ | 4:34 |
| 2. | 「マン（Man）」                                                  |      |            | ゲイリー・バーロウ、マーク・オーエン     | 4:39 |
| 3. | 「ラヴ・ラヴ（Love Love）」                                      |      |            | ゲイリー・バーロウ、マーク・オーエン     | 3:43 |
| 4. | 「ザ・デイ・ザ・ワーク・イズ・ダン（The Day the Work Is Done）」 |      |            | マーク・オーエン、ゲイリー・バーロウ     | 4:04 |
| 5. | 「ビューティフル（Beautiful）」                                  |      |            | ゲイリー・バーロウ                       | 4:14 |
| 6. | 「ドント・セイ・グッドバイ（Don't Say Goodbye）」                |      |            | ゲイリー・バーロウ                       | 3:54 |
| 7. | 「エイリアンズ（Aliens）」                                       |      |            | ハワード・ドナルド、マーク・オーエン     | 4:48 |
| 8. | 「ワンダフル・ワールド（Wonderful World）」                      |      |            | マーク・オーエン、ジェイソン・オレンジ   | 4:58 |

## スタッフ
| - ゲイリー・バーロウ – 作詞・作曲, ヴォーカル, キーボード, プログラミング - ハワード・ドナルド – 作詞・作曲, ヴォーカル, ドラム - ジェイソン・オレンジ – 作詞・作曲, ヴォーカル - マーク・オーエン – 作詞・作曲, ヴォーカル - ロビー・ウィリアムズ – 作詞・作曲, ヴォーカル - スチュワート・プライス – プロダクション, ミキシング, キーボード, ギター, ベース, プログラミング - Dave Emery – ミキシング・アシスタント, レコーディング・エンジニア - マーク・ステント – ミキシング - Matty Green – ミキシング・アシスタント - Ryan Carline – レコーディング・エンジニア, プログラミング - Noah Goldstein – アシスタント・エンジニア | - Ghian Wright – アシスタント・エンジニア - Andrew Kitchen – アシスタント・エンジニア - Mike Houge – アシスタント・エンジニア - Ben Mark – ギター - Karl Brazil – ドラム - ウィル・マローネ – 編曲, 指揮者 - The London Studio Orchestra – ストリングス - Everton Nelson – リーダー - Perry Montague-Mason – オーケストラ・コントラクター, ストリングス・スーパーバイザー - Richard Lancaster – ストリングス・エンジニア - Tim Young – マスタリング |